# Zizanie
Zizania
Pour les articles homonymes, voir Zizanie (homonymie).
Genre
Classification phylogénétique
Zizania (zizanie) est un genre de plantes monocotylédones de la famille des Poaceae (graminées), sous-famille des Oryzoideae, originaire d'Amérique du Nord et d'Asie orientale.
Ce genre comprend quatre espèces, dont Zizania palustris, connue sous le nom de « riz sauvage », qu'il ne faut pas confondre avec les véritables « riz sauvages », qui sont des espèces spontanées de riz (genre Oryza), faisant parfois l'objet de cueillette, et souvent assimilées à des mauvaises herbes dans les rizières d'Asie.
Ce sont des plantes herbacées aquatiques qui croissent dans les eaux peu profondes et calmes des lacs, des étangs et des cours d'eau tranquilles.
C'est un genre distinct mais très proche de celui du riz (Oryza) : tous deux appartiennent à la tribu des Oryzeae, mais à deux sous-tribus différentes, celle des Oryzinae  pour le genre Oryza et celle des Zizaniinae pour le genre Zizania.

## Étymologie
Le nom « zizanie » désigne initialement une mauvaise herbe. L'étymologie est très ancienne puisqu'elle remonte au sumérien 𒍣𒍝𒀭 / zizān (« blé ») (d'apr. Chantraine), qui l'a transmis au syriaque ܙܝܙܘܢ / zīzon (qui désignait déjà l'ivraie et la mauvaise herbe), puis au grec ancien ζιζάνιον / zizánion, puis au latin zizania — le mot est présent dans la parabole de l'ivraie (Mt 13:25) : « Pendant que les gens dormaient, son ennemi survint ; il sema de l’ivraie (zizanion) au milieu du blé et s’en alla », et d'après la traduction de la Vulgate : « icum autem dormirent homines, venit inimicus ejus, et superseminavit zizania in medio tritici, et abiit ». L'allusion fait référence aux semeurs de troubles et de division, d'où l'expression « semer la zizanie » c'est-à-dire causer la mésentente, des causes de discorde et de désunion.

## Caractéristiques générales
Les espèces du genre Zizania sont des plantes herbacées, aquatiques, annuelles ou vivaces, de grande taille. Les tiges (chaumes), aux entrenœuds creux, peuvent atteindre de 1 à 3 m de haut. Les nœuds sont velus ou glabres.

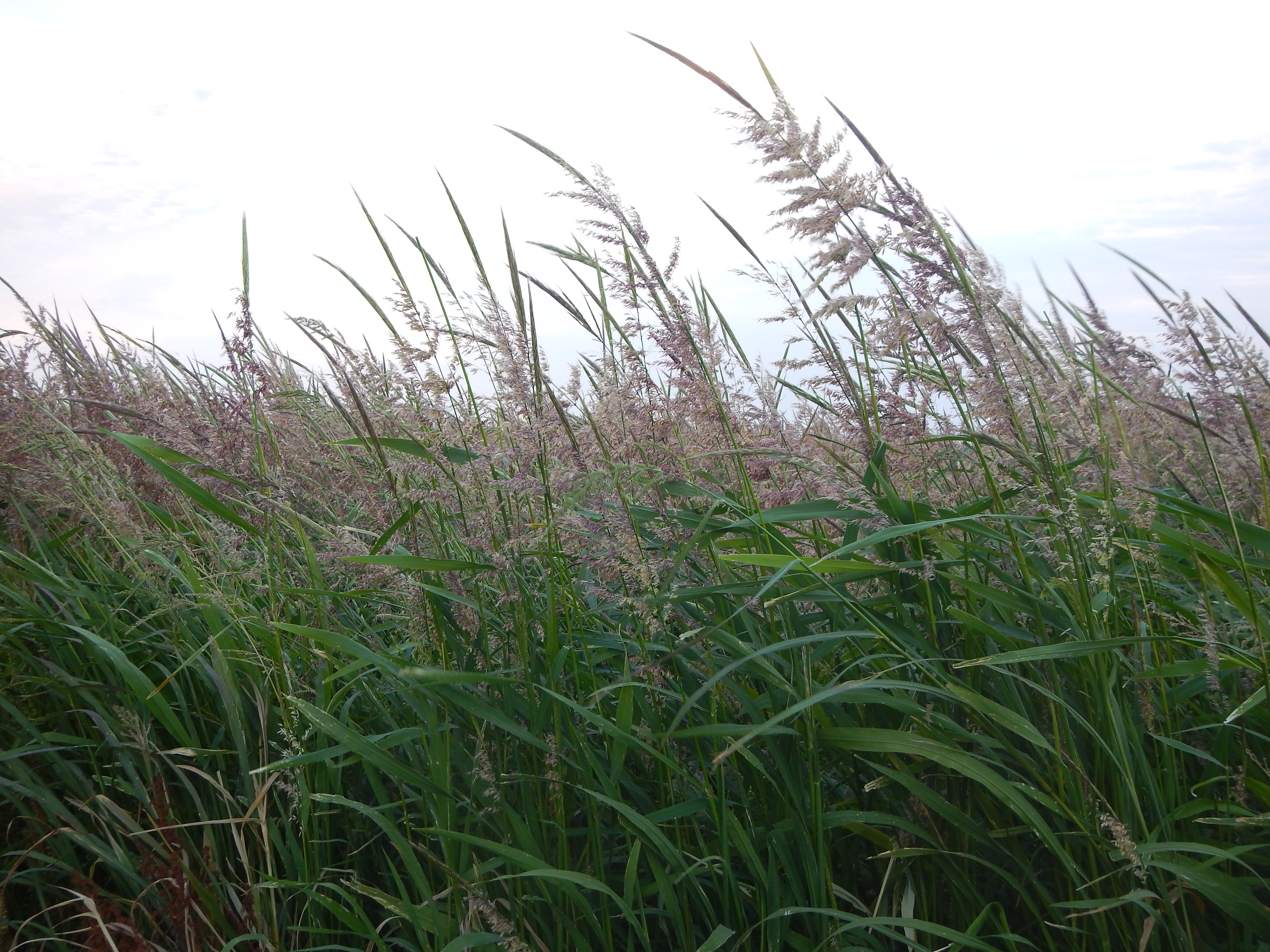
Zizania palustris. Port général de la plante. On distingue les inflorescences en deux parties, plus étalées dans la partie basse (épillets mâles), plus resserrées en partie haute (épillets femelles).

Les feuilles, sans oreillettes, ont un limbe linéaire-lancéolé qui peut être large ou plus étroit (de 5 à 30 mm de large). La ligule membraneuse peut atteindre 3 à 11 mm de haut.
Ce sont des plantes monoïques, dont tous les épillets sont unisexués, sans fleurons hermaphrodites (à la différence du riz qui a des épillets bisexués).
Les épillets ont une forme différente selon le sexe, les épillets fertiles, staminés (mâles) et pistillés (femelles), sont portés par des ramifications différentes de la même inflorescence : les épillets mâles dans la partie inférieure sur des rameaux retombants, les épillets femelles dans la partie supérieure sur des rameaux dressés.
L'inflorescence est une panicule terminale, ouverte. Les épillets mâles sans glumes, comptent un seul fleuron. Les fleurons mâles ont six étamines aux filaments libres.
Les épillets femelles, sans glumes (celles-ci sont peut-être représentées par une petite crête entourant le pédicelle) ne comptent que des fleurons femelles fertiles. Ils sont dressés, de 10 à 25 mm de long, plus ou moins comprimés latéralement. Ils se détachent entiers (sans se désarticuler). Le rachillet est terminé par une fleur.
Les fleurons femelles fertiles ont une lemme (glumelle inférieure) acuminée, entière, aristée, présentant de 3 à 5 nervures, et portant une barbe aussi longue ou beaucoup plus longue que la lemme.
L'ovaire, porte deux styles et deux stigmates. 
Le fruit est un caryopse de taille moyenne ou grande (de 10 à 20 mm de long). Cette graine présente un endosperme dur, sans lipides.
Génétique
Le nombre chromosomique de base est x = 15. Les espèces sont diploïdes avec un nombre de chromosomes 2n = 30 et 34.

## Distribution
Trois espèces sont originaires d'Amérique du Nord : Zizania palustris, Zizania aquatica et Zizania texana.
La quatrième, Zizania latifolia, est originaire de Chine.

## Liste des espèces et variétés
Selon World Checklist of Selected Plant Families (WCSP) (17 septembre 2016) :
- Zizania aquatica L. (1753), la zizanie aquatique, plante également annuelle, croît dans le fleuve Saint-Laurent et sur les côtes de l'Atlantique et du golfe du Mexique aux États-Unis ;
  - variété Zizania aquatica var. aquatica,
  - variété Zizania aquatica var. interior Fassett (1924) ;
- Zizania latifolia (Griseb.) Turcz. ex Stapf (1909), le riz sauvage de Mandchourie, est une plante vivace originaire de Chine.
- Zizania palustris L. (1771), la zizanie des marais est une plante annuelle originaire de la région des Grands Lacs d'Amérique du Nord. Cette plante est l'emblème de l'État du Minnesota.
- Zizania texana Hitchc. (1933), le riz sauvage du Texas, est une plante vivace qui se trouve seulement dans une aire limitée le long du San Marcos River, cours d'eau du centre du Texas.

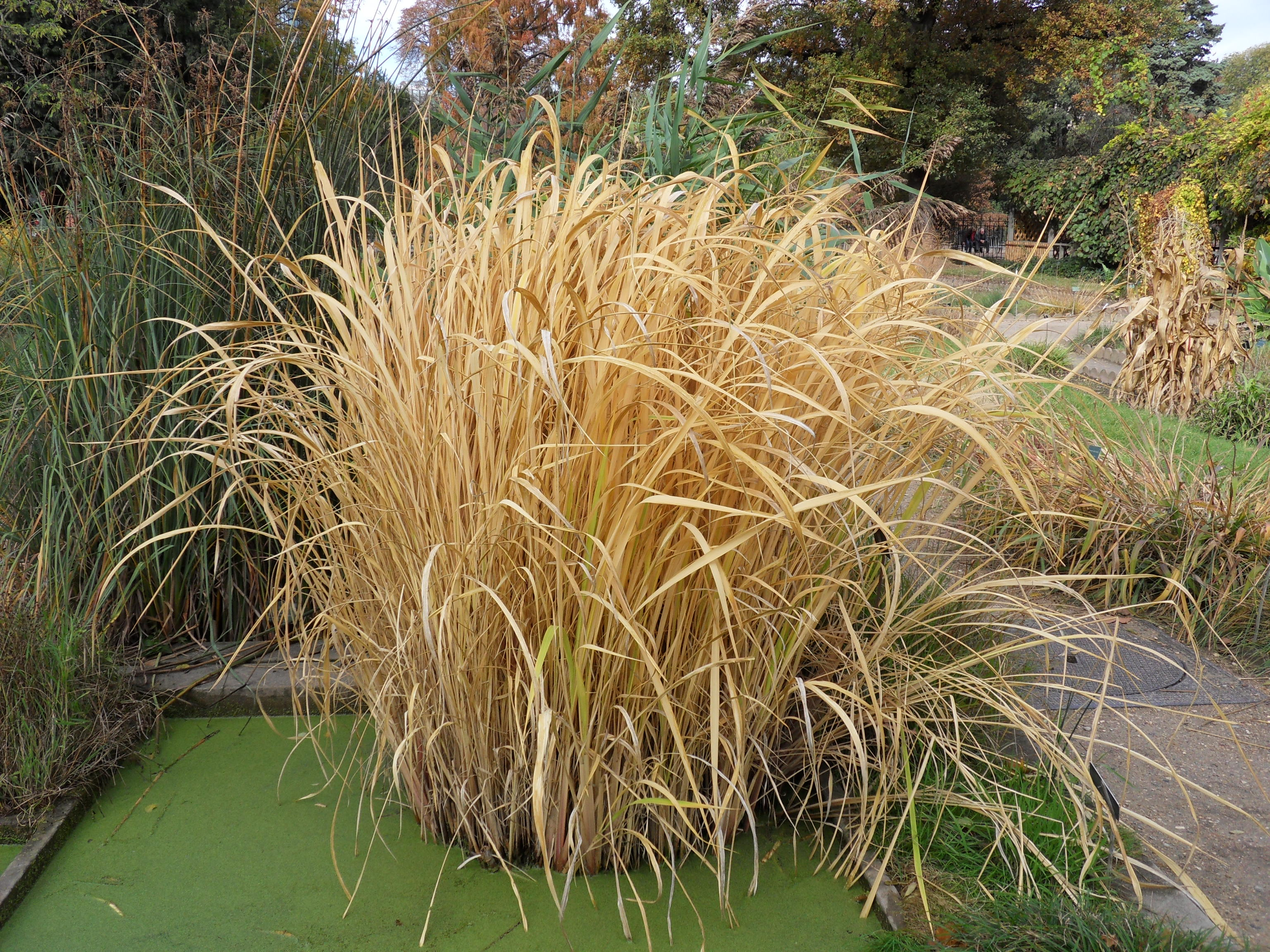
Touffe de riz sauvage de Mandchourie au Jardin des plantes de Paris.

Zizania texana est en danger d'extinction du fait de la raréfaction de son habitat naturel et de la pollution. 
Zizania latifolia a presque totalement disparu de son habitat naturel, mais il a été introduit accidentellement en Nouvelle-Zélande, où il s'est naturalisé au point d'y devenir une plante envahissante.

## Utilisations

### Usage alimentaire comme céréale
Les graines des deux espèces annuelles sont les plus couramment récoltées comme céréale.
Les Amérindiens les récoltaient en circulant en canoë dans les peuplements naturels de ces graminées, qu'ils « moissonnaient » en courbant les longs panicules par-dessus bord et en les battant à l'aide des rames. Une partie des graines tombaient à l'eau et passaient l'hiver dans les fonds vaseux pour germer au printemps. Le riz sauvage est l'unique céréale originaire d'Amérique du Nord. C'est la source de nourriture préférée des canards de surface et d'autres oiseaux aquatiques.
Presque toujours vendu en grains, le riz sauvage est riche en fibres, en protéines donc en acides aminés (lysine notamment), mais pauvre en matière grasse.

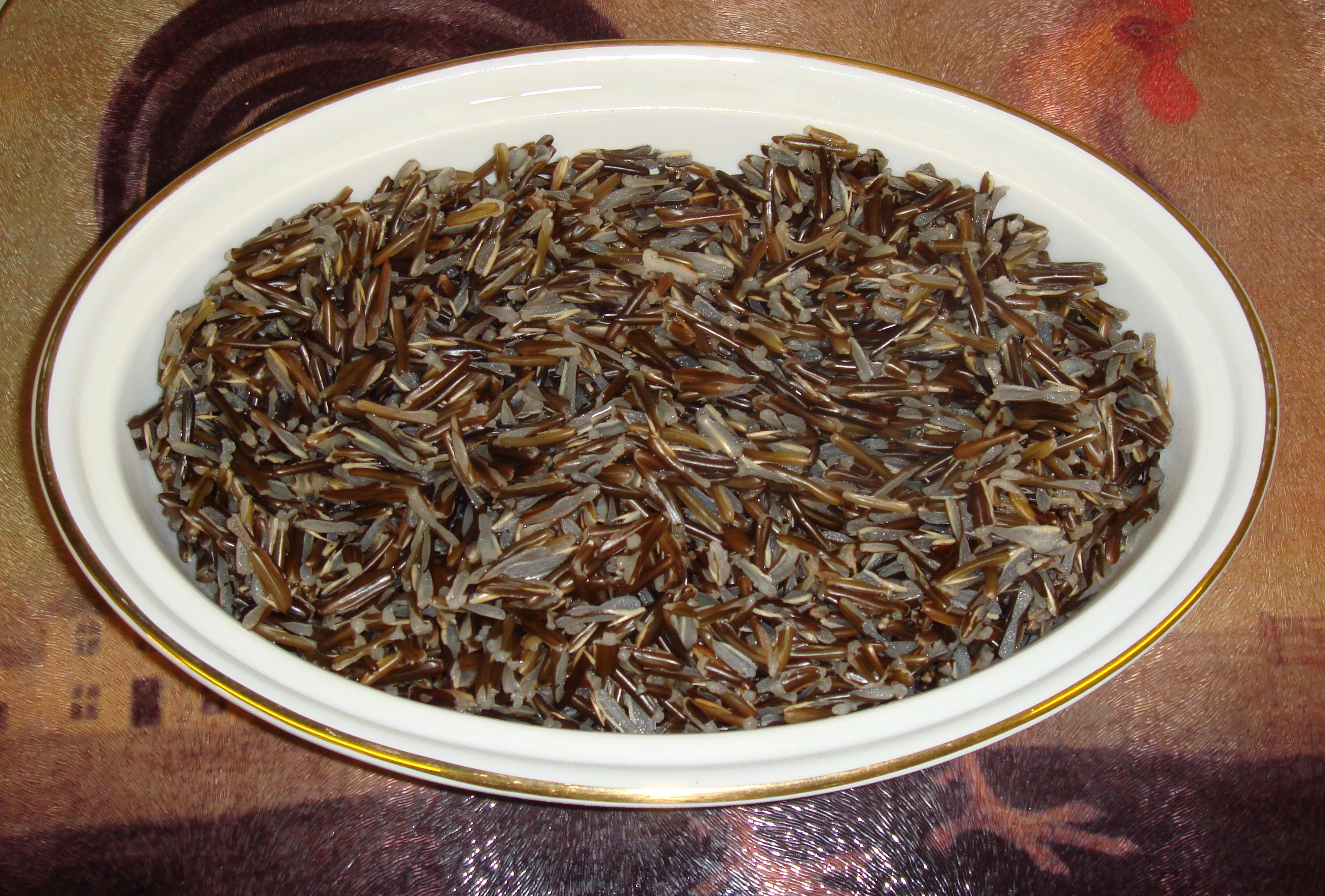
Riz sauvage.

Comme le riz, il ne contient pas de gluten. C'est aussi une bonne source d'éléments minéraux, potassium et phosphore, et de vitamines thiamine, riboflavine et niacine. À cause de sa valeur nutritionnelle et de son goût, le riz sauvage connaît une popularité croissante depuis la fin du XXe siècle, et sa culture à des fins commerciales s'est développée aux États-Unis et au Canada pour faire face à la demande croissante. Aux États-Unis, la Californie et le Minnesota sont les principaux producteurs ; ces plantes y sont cultivées dans des rizières. Le riz sauvage est la céréale officielle du Minnesota. Au Canada, le riz sauvage est d'habitude récolté dans des étangs naturels ; la province de la Saskatchewan est le plus grand producteur.
Le riz sauvage de Mandchourie, récolté à l'état sauvage, était une céréale importante, considérée comme l'une des « six céréales », dans l'ancienne Chine. Mais à cause de la difficulté de sa domestication, il a progressivement perdu de l'importance avec l'augmentation de la densité de population, au fur et à mesure que son habitat naturel était converti en rizières. Il est devenu rare à l'état sauvage et son usage comme céréale a complètement disparu en Chine.

### Usage alimentaire comme légume

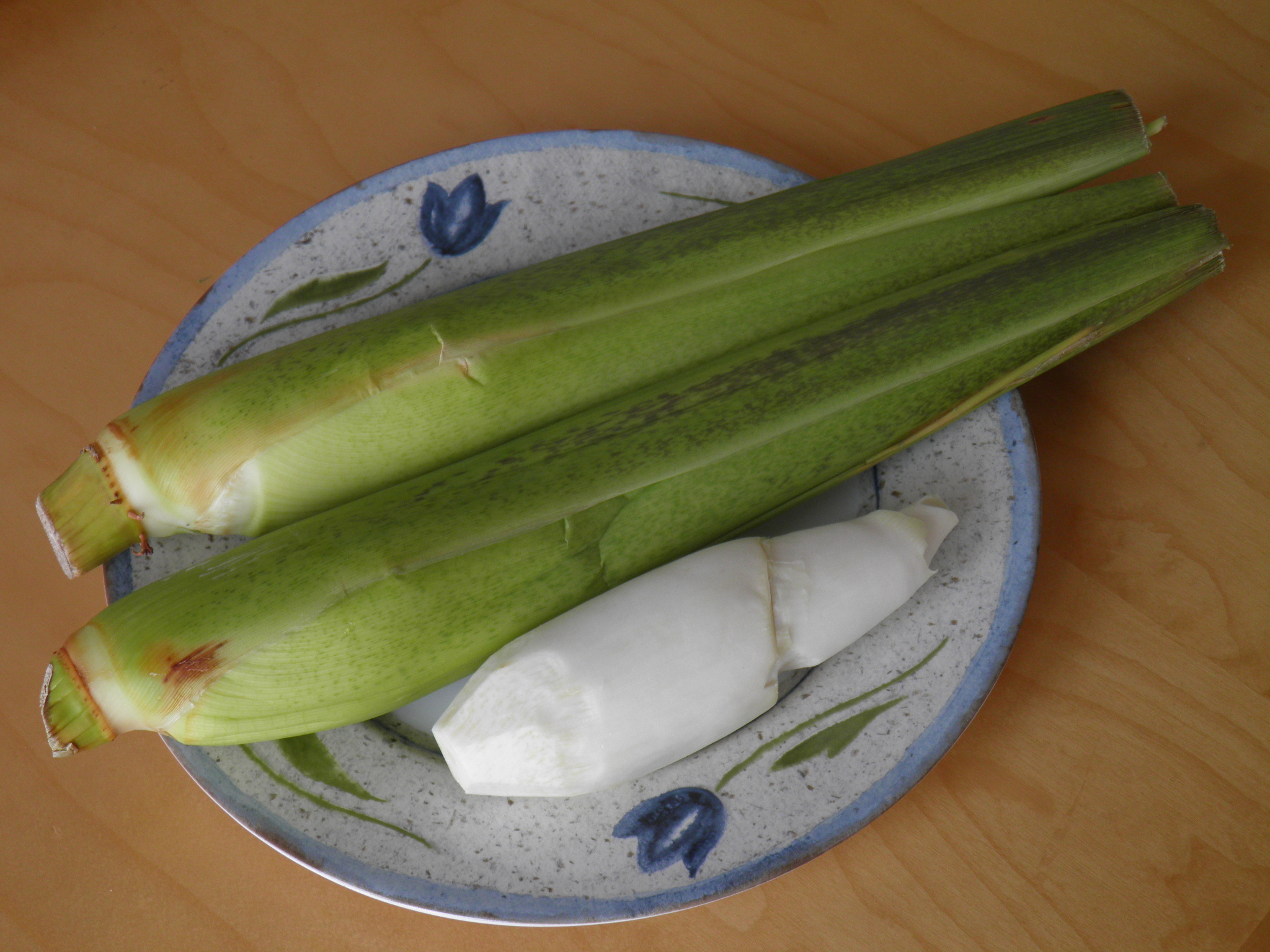
Tiges de riz sauvage de Mandchourie, entières et pelées.

Les tiges blanches, gonflées et croustillantes du riz sauvage de Mandchourie fournissent un légume très populaire en Extrême-Orient et dans le Sud-Est asiatique. Leur gonflement est dû à une infestation par le charbon Ustilago esculenta. Ce champignon inhibe la floraison de la plante qui doit être multipliée de façon végétative, l'infestation se transmettant de la plante mère à la plante fille. La récolte doit être faite de 120 à 170 jours après la plantation, après que la tige a commencé à gonfler mais avant que le champignon atteigne le stade de reproduction, quand la tige commence à noircir avant de se décomposer.
Ce légume est particulièrement commun en Chine, où il est connu sous le nom de gaosun ou jiaobai.
L'importation de ce légume aux États-Unis est interdite pour éviter l'infestation des espèces nord-américaines par le champignon.

### Usage ornemental
Le riz sauvage est cultivé pour l'ornementation de pièces d'eau dans les jardins.